# Филофей (монастырь)
Монастырь Филофей (греч. Μονή Φιλοθέου) — один из православных афонских монастырей, занимающий в святогорской иерархии 12-е место. Находится на северо-восточной стороне Афонского полуострова.

## История
Монастырь основан в 982 году учеником святого Афанасия Афонского, Филофеем. Он поселился в келье, построенной в 8 веке и своей добродетельной и святой жизнью привлек многих подвижников. Вскоре на месте кельи был построен монастырь. Долгое время строения монастыря были деревянными и несколько раз пожар уничтожал почти все строения. С 1752 все строения монастыря возводились из камня.
В XVI веке игуменом монастыря некоторое время был преподобный Дионисий Олимпийский. Известно, что в это время монастырь был болгарским.
При монастыре Филофей, как в древние времена так и сейчас, жили и живут монахи из разных стран. В нём сейчас проживают около 60 монахов — греки, русские, американцы, канадцы, немцы, румыны. В своем житии братия руководствуется учением старца Иосифа Исихаста.

## Святыни
Соборный храм во имя Благовещения Пресвятой Богородицы (расписан в 1752 году).
В монастыре есть две чудотворные иконы. Первая — икона Пресвятой Богородицы «Сладкое лобзание». Стиль письма этой иконы не похож ни на одну из известных школ иконописи. Икона двусторонняя. На ней изображена Пресвятая Богородица, целующая Богомладенца. На обратной стороне — распятие Господа нашего Иисуса Христа: Господь на Кресте, а рядом предстоят Матерь Божия и апостол Иоанн Богослов. Из документов монастыря известно, что в 829—840 икона находилась в Константинополе в семье патриция Симеона и его жены Виктории. С началом периода иконоборчества Симеон, опасаясь гнева царя, убедил Викторию избавиться от иконы. Виктория после молитвы принесла икону на берег моря и положила её на воду. Произошло чудо — икона встала на поверхность моря и начала удаляться. В XI веке на праздник Пасхи игумену монастыря Филофей было явление Пресвятой Богородицы, в котором она указала, где найти её икону. Братия монастыря во главе с игуменом спустилась к берегу моря и увидела стоящий на воде образ Владычицы Небесной. Монахи взяли икону и поставили на землю. На этом месте забил источник, который течёт и по сей день. От иконы «Сладкое целование» происходило и происходит много чудес. В Греции она очень известна, её списки есть почти во всех храмах. По молитвам к ней больные исцеляются, бесплодные рожают детей, духовно ищущие находят утешение и мир.
Другая чудотворная икона Пресвятой Богородицы — «Милостивая». Она пришла в монастырь в 14 веке с подворья монастыря, находящегося рядом с городом Серос. Братья ночью пришли в храм на богослужение и увидели икону, висящую на стене. Икону узнали и унесли обратно, но она снова вернулась. Так повторялось несколько раз. С тех пор икона висит на том месте, которое она себе определила.
Монастырь имеет множество святынь. Из наиболее известных: частица Креста Господня (подаренная сербским царем Стефаном Душаном); нетленная благословляющая десница Иоанна Златоуста (подарок греческого царя Андроника); стопа Пантелеимона целителя (подарок последнего византийского царя Константина Палеолога); нетленное бедро святой великомученицы Марины.
В монастыре подвизались 7 прославленных святых: основатель монастыря святой Филофей; святые Дометий и его ученик Домиан; святой Феодосий; святой Симеон «босой»; святой равноапостольный Косма Этолийский; святой Дионисий Олимпийский.

## Современная жизнь
Библиотека монастыря содержит 250 рукописей и 25 000 печатных книг (500 на русском и румынском языках).
Монастырь имеет свою гидро и дизель электростанции. Питьевую воду собирают из горных источников. Имеются при монастыре фруктовые сады, виноградники, оливковые рощи, огороды, столярная мастерская и сушилка для пиломатериала. Отопление в монастыре печное.
Ежегодно монастырь Филофей посещают тысячи паломников.

## Игумены
- Ефрем (Мораитис) (1974—1990)
- Никодим (с 2001)